# Tumori della testa e del collo
Con il termine tumori di testa e collo si intende un insieme di neoplasie che prendono origine a livello delle membrane mucose delle vie aero-digestive superiori. Possono pertanto interessare i seguenti visceri:
- Labbra e cavità orale;
- Ghiandole salivari (parotide, sottomandibolare, sottolinguale);
- Cavità nasali e seni paranasali;
- Nasofaringe;
- Orofaringe;
- Ipofaringe e laringofaringe;
- Laringe;
- Cute.

Sedi principali che ospitano la massa tumorale primaria. Nei tumori HR-HPV la zona frequentemente colpita interessa l'orofaringe, includendo la base della lingua e le tonsille.

Al 2018, considerato l'aumento dell'incidenza dei tumori della testa e del collo HPV-associati (di seguito indicato con la sigla internazionale HR-HPV, High Risk Human Papilloma Virus), è stata introdotta dalla AJCC una sottoclassificazione in base a determinanti molecolari e dati epidemiologici.
Per i tessuti orofaringei sono state infatti registrati i seguenti dati:
1. I tumori HR-HPV sono più frequenti tra i giovani, sani, con esposizione minima o nulla al tabacco;
2. L'incidenza di questi tumori si registra principalmente a livello dei citotipi che rivestono le tonsille e la base della lingua.
3. I tipi di tumore HR-HPV correlati presentano frequentemente i sierotipi 16 e 18 del virus del papilloma umano.

## Epidemiologia
L'epidemiologia si concentra (oltre il 90% della frequenza) nella patologia del carcinoma cutaneo spinocellulare con origine una cellula epiteliale delle mucose largamente diffuse nel distretto. I maggiori fattori di rischio sono il fumo e le bevande alcoliche. Per la tiroide e la parotide, l'esposizione a radiazioni ionizzanti.

## Metastatizzazione
Frequentemente questi tumori si diffondono ai linfonodi del collo, e spesso ciò è il primo (e talvolta l'unico) segno della malattia al momento della diagnosi. Essi sono spesso aggressivi nel loro comportamento biologico; i pazienti affetti sono a più alto rischio di sviluppare un altro tumore nelle zone adiacenti. I tumori della testa e del collo sono curabili se diagnosticati precocemente, di solito grazie ad un intervento chirurgico, ma anche la radioterapia riveste un ruolo importante, mentre la chemioterapia risulta spesso inefficace.
Globalmente, il tumore della testa e del collo è il sesto tumore per quanto riguarda l'incidenza e l'ottavo come probabilità di decesso. Ogni anni, si registrano circa mezzo milione di nuovi casi in tutto il mondo. Due terzi dei casi si verificano nei paesi industrializzati. Più frequentemente si sviluppa nei maschi tra i 60 e i 70 anni. Il tasso di sopravvivenza a cinque anni è di circa il 40%-50%.

## Tumori in base alla sede primaria

### Labbra e cavità orale
Le masse tumorali possono essere rilevate in seguito ad esame anamnesico e a manovre di palpazione. In caso di sospetta lesione tumorale, occorre praticare una biopsia ed analizzarla a livello microscopico.
L'ispezione della cavità orale tipicamente basta soltanto per definire le dimensioni (diametro, ndr) del tumore primario. La palpazione, invece, serve per la stima del DOI (grado di invasione, Degree of Invasion) del tumore e per comprendere se la sottomucosa è stata invasa. Se la consistenza della lesione è dura, ciò può costituire indice di infiammazione peritumorale. Bisogna sottolineare che per l'AJCC le zone da valutare includono:
| Ubicazione                                            | Tonaca coinvolta                                 | Fonte | Codice |
| ----------------------------------------------------- | ------------------------------------------------ | ----- | ------ |
| Labbro superiore                                      | Mucosa delle labbra (bordo vermiglio escluso)    | [ 8 ] | ND     |
| Labbro inferiore                                      | Mucosa delle labbra (bordo vermiglio escluso)    | [ 8 ] |        |
| Vestibolo della bocca                                 | Mucosa masticatoria                              | [ 8 ] |        |
| Trigono retromolare                                   | Mucosa di rivestimento e Giunzione mucogingivale | [ 8 ] |        |
| Pavimento buccale                                     | Mucosa buccale (bordo vermiglio escluso)         | [ 8 ] |        |
| Palato osseo (duro)                                   | Mucosa del palato                                | [ 8 ] |        |
| 2/3 anteriori della lingua (parte orale della lingua) | Mucosa di rivestimento della lingua              | [ 8 ] |        |

### Ghiandole salivari maggiori
Nel valutare lo stadio e la prognosi di tumori a carico delle ghiandole salivari maggiori è necessario considerare, in relazione al tumore sospetto:
- la grandezza;
- coinvolgimento del nervo faciale;
- coinvolgimento di dermatomeri sensitivi (contributo di nervi cranici sensitivi);
- coinvolgimento della cute o della mucosa di rivestimento circostante;
- eventuale estensione extranodale (ENE, Extranodal Extension).

### Nasofaringe
I tumori a carico del nasofaringe sono quasi sempre ad origine staminale epiteliale. Generalmente, è possibile affermare che:
1. I tumori che non coinvolgono lo spazio retrofaringeo e che invadono la cavità nasale (ad essa anteriore) o l'orofaringe (ad essa inferiore) hanno un decorso clinico con outcome paragonabile ai tumori confinati soltanto nello spazio nasofaringeo;
2. Se il tumore invade lo spazio retrofaringeo e lo oltrepassa nello spazio triangolare, laterale alla faringe (spazio parafaringeo), allora si parla di infiltrazione posterolaterale.[9]

### Orofaringe

#### Tumori p16 + e HPV-correlati
A causa del comportamento biologico nettamente diverso dagli altri tumori orofaringei, queste lesioni sono state classificate dalla AJCC a parte. Al 2018 è possibile dire che:
1. La positività alla proteina p16 è suggerita poiché è più economicamente vantaggiosa rispetto all'analisi genetica per la presenza del virus del papilloma umano.
2. I tumori mediati da HPV sorgono nel tessuto linfatico della tonsilla palatina e tonsilla linguale; ciò non toglie che esso possa originare anche in altre sedi orofaringee.

#### Tumori p16-
Sono trattati nel paragrafo seguente.

### Laringofaringe/Ipofaringe
Le porzioni restanti della faringe, sono solitamente colite da carcinoma squamoso. Le lesioni sono rilevabili mediante le seguenti tecniche diagnostiche:
- Ispezione della regione anatomica;
- Endoscopia diretta o indiretta;
- Palpazione dei linfonodi della testa e del collo (ove possibile);
- Esame dei movimenti associati ai linfonodi (in grado di stimare il possibile grado di invasione della lesione tumorale)
- Esame dei nervi cranici associati ai territori di innervazione della lesione